# 新居之约
《新居之約》是2022年於中國大陸首播的電視劇，由相月紅编剧，潘粵明、王鸥、孫堅、李藝彤、劉天佐、代斯等主演。

本劇於2021年6月開機，9月20日殺青，並於2022年4月28日於央視一套CCTV1首播，接檔電視劇青山不墨，同時在騰訊視頻播放。而隨後也於2022年7月4日在安徽衛視開播。主要在講述天才家裝設計師陳曦（王鷗飾）與小型裝飾公司經理楊光（潘粵明飾）在一次次合作、誤會後，放下前嫌，聯手打造優質工程的過程。

## 角色列表

### 主要角色
| 角色   | 演員   | 介紹 |
| 楊光   | 潘粵明 | 陽光裝飾公司經理 深諳人情事故，因從小被師傅一家收留，跟著老四、福根等老員工學習裝修，因此在師傅去世後，特別照顧前輩、師母與師妹宋曉雨，與宋曉雨有口頭婚約。 |
| 陳曦   | 王鷗   | 首席設計師 專業能力一流，堅守原則，高冷不易親近。其父親曾為包工頭，父親意外身亡後與母親、繼父一同生活，家庭背景優渥。                                       |
| 景宇衡 | 孫堅   | 籝家未來繼承人 曾為陳曦的學弟，為了陳曦提前回國，並期望能藉著陳曦的才華重整籯家                                                                             |
| 宋曉雨 | 李藝彤 | 楊光師傅的女兒 處處受楊光照顧，夢想找個好工作，嫁有錢的老公                                                                                                 |
| 劉建東 | 劉天佐 | 陽光裝飾公司瓦工 工作認真負責，施工質量優，喜歡孫寧 |
| 孫寧   | 代斯   | 陽光裝飾公司水電工 性格豪爽，因為楊光團隊老員工福根拖欠工資而加入楊光的團隊                                                                                 |

### 次要角色
| 角色   | 演員   | 介紹               |
| 蔡云峰 | 雷牧   | 籯家工程部經理     |
| 蕭鴻杰 | 陳子由 | 陽光裝飾公司員工   |
| 老四   | 趙龍豪 | 陽光裝飾公司老員工 |
| 宋福根 | 高玉慶 | 陽光裝飾公司老員工 |
| 葉嵐   | 董璇   | 籯家設計部總監     |
| 曹露露 | 李坤   | 陳曦的設計助理     |
| 謝淑娜 | 張凱麗 | 陳曦母親           |
| 陳克維 | 馬文忠 | 陳曦繼父           |
| 朱迪   | 張棪琰 | 業主               |
| 謝亞   | 思璇   | 業主               |
| 祝雅歡 | 江可楠 |                    |
| 劉亞明 | 劉秋實 |                    |
| 晨晨   | 呂梓航 |                    |
| 沈伯   | 岳躍利 | 業主               |
| 劉大爺 | 劉偉   | 業主               |
| 劉大娘 | 穆麗燕 | 業主               |
| 韓凱文 | 羅旖凡 | 籯家設計師         |
| 胡俊才 | 馮謙   | 籯家代理老闆       |
| 王菁   | 崔心心 | 業主               |